# 進学指導推進校
進学指導推進校（しんがくしどうすいしんこう）とは、東京都立高等学校改革の一環として東京都教育委員会が2007年より指定した、進学指導の充実を図り進学実績の向上に重点をおく都立高等学校。進学指導特別推進校に次ぐ進学校が指定されている。

## 主な取り組み
- やる気と指導力のある教員の配置
- 日常の補習や長期休業中の講習の充実
- 進学重視型単位制高校である墨田川高校において、一般入試に自校作成問題を導入。
  - 都立高等学校間では、2001年度に日比谷高校から始まり、2013年度までに16校が一般入試の自校作成問題を導入していたが、石原慎太郎都知事辞任直後の2013年、国分寺高校入試での一部問題流用が明らかとなり、それを理由として東京都教育委員会が2014年度から変更、グループ分けに基づくグループ作成問題に変更された。ただし、日比谷など進学指導重点校では一部自校作成問題に差し替えているが[1]、進学指導特別推進校においては、都立国際が英語のみ自校作成問題校、新宿・国分寺（および進学指導推進校の墨田川を合わせた進学重視型単位制高校3校）が英数国のグループ作成問題校となった。
  - なお、2018年度から、進学指導重点校グループおよび進学重視型単位制高校グループ（新宿・国分寺・墨田川）は、従来の自校作成問題校に戻した[2]。

## 指定校
- 2007年指定
  - 東京都立九段高等学校
  - 東京都立三田高等学校
  - 東京都立国際高等学校（2013年度より進学指導特別推進校に移行）
  - 東京都立豊多摩高等学校
  - 東京都立竹早高等学校
  - 東京都立北園高等学校
  - 東京都立墨田川高等学校
  - 東京都立城東高等学校
  - 東京都立小松川高等学校（2018年度より進学指導特別推進校に移行）
  - 東京都立武蔵野北高等学校
  - 東京都立小金井北高等学校
- 2010年指定
  - 東京都立江北高等学校
  - 東京都立江戸川高等学校
  - 東京都立日野台高等学校
  - 東京都立調布北高等学校
- 2018年指定
  - 東京都立多摩科学技術高等学校
- 2023年指定
  - 東京都立上野高等学校
  - 東京都立昭和高等学校